# ブルック・ホーガン
ブルック・ホーガン（Brooke Hogan、本名：Brooke Ellen Bollea、1988年5月5日- ）は、アメリカ人のポップス歌手・テレビスター。フロリダ州タンパ生まれで、父はプロレスラーのハルク・ホーガン。父のハルクがホストを務めるリアリティーショー、「Hogan Knows Best」への出演によって有名になった。現在、ブルックは、ポップス歌手として活躍しており、マネージャーには、ブルックの両親がついている。

## 経歴
ブルックは、弟のニックとともに自宅学習を受けた。ハイスクール時代には、ダンスのレッスンやボイストレーニング、体操やチアリーディングに取り組んだ。その後、フロリダ州セントピーターズバーグにある、アドミラル・ファラガット・アカデミーに入学する。ブルックは16歳でハイスクールを卒業した。
ブルックが13歳の時、両親はブルックをルー・パールマン（ブリトニー・スピアーズ、バックストリート・ボーイズ、イン・シンクなどのマネージメントで知られる）に引き合わせた。13歳のブルックを見たパールマンは、その非凡な才能に驚いたが、ブルックにはまだ数年の時間が必要だと感じた。2002年の初頭、ブルックは再びパールマンに会い、ピアノメドレーの弾き語りを披露した。それに感動したパールマンは、すぐさまブルックと契約を結んだ。なお、一時期ブルックのマネージャーを、ラリー・ルドルフ（ブリトニー・スピアーズの元マネージャー）が務めていた。"Everything to Me"で全米シングルチャート1位を獲得した。ブルックは、スコット・ストーチのレーベル、Storchaveliの最初の契約アーチストである。 この曲のPVは「Hogan Knows Best」第2シーズンのエンディングで使用された。
ブルックの成功の傍らには、いつも父親、ハルク・ホーガンの姿があった。2人は、アメリカのケーブルテレビ局VH1で放送されたスペシャル番組"(Inside) Out: Hulk Hogan, Stage Dad. "に出演した。また、2005年に始まり、VH1の歴史に残るヒットとなった父・ハルクの番組「Hogan Knows Best」にも出演、ブルックの知名度を上げた。（父はこの番組をブルックのアーティストとしてのキャリア形成の一助にしようと考えていた。）
ハルクは、ブルックのデートに対して非常に厳しかった。マクザム・マガジンのインタビューによると、遊びに来ていたアーロン・カーター（バックストリート・ボーイズのニックの弟）の態度が悪いのに腹を立て、カーターを家から叩き出したことがあるそうだ。前述の番組中でも、GPSを使ってブルックの居場所を確かめ、必要であればブルックの車のエンジンを遠隔操作で止めることもできるという。一方、後のインタビューにおいて、18歳の誕生日をきっかけに、監視の目を少し弱めたという。
ブルックは、男性誌FHM2006年11月号 の表紙に、21歳未満の女性として初めて選ばれた。そのため、その号からすべての酒類の広告が姿を消した。「これは非常にまれなことである。しかし、これをもってこの号をすべての年齢層に売ろうとしたわけではない。」

## ディスコグラフィー

### アルバム
1. Undiscovered（2006年）※日本国内では2007年5月9日発売

### シングル
1. Everything to Me[9]（2004年）
2. About Us(featuring Paul Wall)（2006年）
3. For a Moment（2007年）
4. Heaven Baby (featuring Beenie Man)（2007年）

## 出演
- ビーチ・シャーク Sand Shark (2011)
- ダブルヘッド・ジョーズ 2-Headed Shark Attack (2012)